# Моришко-мокринска група
Моришко-мокринска група је културна група раног бронзаног доба на подручју Србије, Мађарске и Румуније.

## Називи
За ову археолошку културу се користе различити називи: Моришко-мокринска група, Моришка група (култура), Мокринска група (култура), Перјамошка култура, Мокринско-перјамошка култура, Мокрин-Перјамош-Пећка група, итд. Назива се још и мађ. Maros/Perjámos у Мађарској и рум. Periam/Periam-Pecica у Румунији. На територији Србије групу је издвојио Грбић, под називом „Мокринска“, а Милутин Гарашанин је назива „Периамош“.
Ова културна група је названа по локацији три археолошка локалитета на којима је откривена, по локалитетима у Мађарској (Тисасигет, Сириг), Румунији (Перјамош) и у околини Мокрина код Кикинде.

## Периодизација
Некропола у Мокрину је истраживана од 1958. до 1969. На основу затворених гробних целина из Мокрина Никола Тасић је издвојио три фазе ове групе:
- Фаза I (повезује се са групама раног бронзаног доба Потисја)
- фаза II
- фаза III (појављују се први елементи Ватинске кулутре)

## Простирање
Мокринска група се распростире на територији северног Баната, у ширем подручју око ушћа Мориша у Тису, а у ширем смислу за њу се везују налази из румунског Баната.

## Локалитети
Најважнији локалитети:
- Мокрин
- Нови Кнежевац
- Остојићево
- Перијамош

## Насеља
Насеља су мало позната. Налазила су се на мањим узвишењима, а као облици зграда за становање појављују се земунице.
Насеља су позната само из Мађарске, где је утврђен насеобински локалитет на лесној тераси.
Архитектура је слабо позната. Станишта су мегаронског типа (као у Отомани култури).

## Некрополе и сахрањивање
Углавном су нађени равни гробови са биритуалним сахрањивањем. Сахрањивање је практиковано у великим некрополама.
Једна од највећих некропола се налази на локалитету Лалина хумка код Мокрина, где је откривено 312 гробова, мада је око 100 уништено. Практикују се оба начина сахрањивања, али је кремација присутна само у 5 случајева. Гробови су у овој некрополи распоређени у 11 редова, на једној пешчаној греди. Код скелетног сахрањивања раке су махом четвртасте и са заобљеним угловима, ређе елипсасте. Покојници су у згрченом положају. Прилози су у висини главе или уз карлицу. Лице је окренуто према истоку. Мушкарци су на левом, а жене на десном боку, оријентација југ-север.
Постоје три фазе сахрањивања. Гробови су велике јаме укопане у лес, правоугаоног и овалног облика. Претежно су практиковане групне сахране, а преовлађује инхумација. Постоје налази и појединачних сахрана.
Откривено је и пет гробова са кремацијом, као и 4 празна гроба, кенотафа. Покојници су сахрањивани у згрченом ставу, жене на десном, мушкарци на левом боку.
Друга откривена некропола је Остојићево код Кикинде где је пронађено 200 гробова. Примењивано је скелетно сахрањивање у згрченом положају са главом окренутом ка истоку. Јавља се и спаљивање.
Деца су сахрањивана у питосима. У гробове су стављани прилози и то керамика и накит од бронзе или злата.

## Керамика
Керамика је подељена у две фазе:
- Старија фаза А1 — у коју спадају посуде у облику пешчаног сата са великим дршкама, бокали са стопом. Орнамент је једноставан и углавном се јављају линеарни мотиви.
- Млађа фаза А2 — у којој се поред ранијих облика јављају и судови са тракастим дршкама које прелазе обод, мали једноухи и двоухи лончићи.

Орнаментика је богатија, појављују се гирланде и широке канелуре нарочито на доњем делу судова.
У првој фази карактеристични су (нарочито као прилог у гробовима са спаљеним покојницима) судови Нађирев типа, са огрубљеном површином и метличастим орнаментом. 
Карактеристични су и:
- крчази са једном дршком
- пехари са две дршке
- профилисане зделе са 2 до 4 хоризонтално бушене дршке

У другој фази посебно су карактеристичне:
- зделе
- судови са вертикално бушеним брадавичастим дршкама

У трећој фази: 
- тиквасти судови са 2 наспрамне дршке које везују обод са трбухом
- на две посуде у Мокрину насликане су фигуралне представе — јелен (или коњ)

## Метални налази
Од металних налаза откривене су секире са отвором за држаље и троугласти бодежи.
Особито су заступљени у другој фази, а знатно ређе у трећој. Карактеристични су:
- троугласти бодежи
- секира са ојачаним рубовима сечива

Накит је рађен од злата и бронзе. Међу златним налазима издвајају се каричице за косу, а међу бронзаним игла са увијеном главом, спирално увијене наруквице, отворене огрлице са заврнутим крајевима.